# HYP39Div.
旧 HYP39Div. 現在は道楽息子(どうらくむすこ)。

## 概要
主催は表情豊。演劇をはじめとした“いろいろ”をプロデュースする団体。2008年、前身である『HYP39』を旗揚げ、
2012年の第6回本公演までは特定の劇団員を持たずに公演ごとに役者を集め、公演終了と共に解散をする表情豊のプロデュース公演のスタイルを貫いてきたが、2013年4月より『HYP39Div.』と改名し、劇団へと移行した。

## 劇団員

### 在籍メンバー
- 表情豊（ひょうじょう ゆたか、1985年7月10日 - ）香川県善通寺市出身、身長155cm。

前身団体「HYP39」、現「HYP39Div.」主宰。
今までの本公演・番外公演含め、全ての公演の作・演出に関わっている。脚本・演出・出演だけに留まらず、コラム・イラストも担当。上京後に複数の劇団に在籍していた。一人でプロデュース公演を始めたことを契機に現在に至る。
- 津枝新平（つえだ しんぺい、1989年2月11日 - ）山口県出身、身長168cm。パシフィックカンパニー所属。

HYP39第二回公演「人間通」より参加。犯罪者から幽霊まで、役柄を広く演じる。専門学校在学時、HYP39名義で行った舞台のオーディションに参加したことを契機に以後ほぼ全ての公演に参加している。
- 稲垣佑基（いながき ゆうき、1988年5月11日 - ）千葉県千葉市出身、身長164cm。

HYP39第五回公演「悪食」より参加。主宰の表情豊と外部公演で共演した際、声の良さ・動きの独特さを注目され、以後ほぼ全ての公演に参加。
- 山崎丸光（やまざき　まるみつ、1987年2月21日 - ）長野県出身、身長170cm。

HYP39「表情豊の自己軽薄セミナーVol.1」 より参加。劇団化するタイミングでHYP39と関わり、5ヶ月でスピード入団する。脚本・演出・ナレーションなどのマルチも担当。
- 金田侑生（かねだ ゆうせい、1988年2月24日 - ）大阪府出身、身長170cm。

劇団化に伴い参加。人づてに勧められたことが契機に応募、入団する。劇団のほか、主に映像関係の活動している。
- 加順遥（かじゅん はるか、1987年2月10日 - ）奈良県出身、身長161cm。

HYP39Div.旗揚げ公演「オールナイトイッポン」に客演として初参加。以降、本公演を含むいくつかの公演に参加する。演技体のコミカルで軽快さを買われ、2016年度より正式に劇団員として入団。
- 三森あかね（みもり あかね、1989年7月19日 - ）千葉県八千代市出身、身長158cm。

第二回本公演「どんなことをしてほしいの、ぼくに」に客演として参加。その後、第三回本公演「仮定教師」を経て正式に入団。ハスキーボイスと抜群の身体能力、爆発力のある演技をする。

### 以前に在籍していたメンバー
- 宮澤正芳
- 嶋田菜美

## 公演履歴
特記のないものは、表情豊による作・演出。
（参考：公式サイト）

### HYP39時代
- 第一回公演「愛し愛されて生きるのさ」（2008年2月3日、アールコリン）[1]
- live1.5「Wonderful Wosh」（2008年6月18日、荻窪小劇場　ひつじ座）[2]
- 第二回公演「人間通」（2008年10月25日-2008年10月26日、参宮橋TRANCE MISSION）[3]
- live2.5「ゲリライモ」（2009年3月8日、荻窪小劇場ひつじ座）[4]
- 第三回公演「百足」（2009年11月6日-2009年11月8日、遊空間がざびぃ）[5]
- 第四回公演「サクラダファミリア」（2010年12月24日-2010年12月26日、東演パラータ）[6]
- live4.5「万歳夫婦」（2012年4月14日-2012年4月15日、新中野ワニズホール）
- 第五回公演「悪食」（2012年10月26日-2012年10月28日、東演パラータ）[7]
- live 5.5「193」（2013年2月16日-2013年2月17日、新中野ワニズホール）[8]
- 外部公演「表情豊の自己軽薄セミナーVol.1」（2013年4月12日-2013年4月14日、新中野ワニズホール）[9]

### HYP39Div.
- 第一回本公演「オールナイトイッポン」（2013年10月31日-2013年11月04日、ゴールデン街劇場）[10]
- LIVE2 β「BETTER」（2014年7月16日-2014年7月21日、新中野ワニズホール）作演出：山崎丸光・表情豊[11]
- 第二回本公演「どんなことをしてほしいの、ぼくに」（2014年7月16日-2014年7月21日-、阿佐ヶ谷シアターシャイン）[12]
- 第三回本公演「仮定教師」（2015年9月22日-2015年9月27日、阿佐ヶ谷シアターシャイン）[13]
- 2016年度春公演〜男祭〜「ボーイズ オン ファイヤー」（2016年4月13日-4月17日、ART THEATER かもめ座）[14][15]
- 2016年度秋公演「至極滑稽亡者戯」（2016年10月26日-10月30日、ART THEATER かもめ座）